# 2009년 도쿄도의회 의원 선거
2009년 도쿄도의회 의원 선거(일본어: 2009年東京都議会議員選挙)는 도쿄도의회 의원 127명을 선출하기 위해 2009년 7월 12일에 실시되었다.

## 개요
도쿄도의회 선거는 본래 통일지방선거의 일부로서 실시되었으나, 1965년의 의회 해산으로 선거 시기가 달라졌기 때문에 일본에서 이바라키현의회, 오키나와현의회와 함께 통일지방선거로 실시되지 않는 도도부현 의회 선거이다.
이번 선거에서 유권자 수는 지난 2005년 선거 때보다 33만 명 증가한 약 1060만 명이었다.
선거의 주요 쟁점은, 2016년 하계 올림픽의 도쿄 유치와 도쿄도지사 이시하라 신타로의 쓰키지 시장 이전 계획, 신은행도쿄를 둘러싼 문제였다. 또한 세습 정치인 규제에 대한 국민적 논의도 쟁점이 되었다.
무엇보다도 중의원의 4년 임기 만료에 따른 총선거가 늦어도 2009년 10월까지는 실시되어야 했기에 "총선거의 전초전" 성격을 띄었다. 연립 여당이었던 공명당은 도쿄도를 중요한 거점이라고 생각하여 도의원 선거와 총선거 사이의 간격을 최소 1개월 이상으로 조정해 달라고 중의원 해산권을 가진 아소 다로 총리에게 요청했다.

## 선거 정보

### 고시일
- 2009년 7월 3일

### 투표일
- 2009년 7월 12일

### 의원 정수
- 총 127명

### 선거 제도
- 소선거구제, 2~8명을 선출하는 대선거구제

### 입후보자
의원 정수 127명에 대하여 221명이 입후보했다.

## 선거 결과
| 정당               | 정당                 | 득표수    | %      | 선거 전 의석 | 획득 의석 | 의석 증감 |
| ------------------ | -------------------- | --------- | ------ | ------------ | --------- | --------- |
|                    | 민주당               | 2,298,494 | 40.79  | 34           | 54        | 20        |
|                    | 자유민주당           | 1,458,108 | 25.88  | 48           | 38        | 10        |
|                    | 공명당               | 743,427   | 13.19  | 22           | 23        | 1         |
|                    | 일본공산당           | 707,602   | 12.56  | 13           | 8         | 5         |
|                    | 도쿄 생활자 네트워크 | 110,407   | 1.96   | 4            | 2         | 2         |
|                    | 사회민주당           | 20,084    | 0.36   | 0            | 0         | 보합      |
|                    | 기타 정당            | 45,329    | 0.80   | 0            | 0         | 보합      |
|                    | 무소속               | 250,869   | 4.45   | 4            | 2         | 2         |
| 무효/기권          | 무효/기권            | 71,121    | –      |              |           |           |
| 합계               | 합계                 | 5,705,441 | 100.00 |              |           |           |
| 등록 유권자/투표율 | 등록 유권자/투표율   | –         | 54.49  |              |           |           |

자유민주당은 선거 전 48석으로 도의회 제1당이었지만, 이번 선거에서는 38석에 그치며 제2당으로 전락했는데, 이는 1963년부터 1965년 사이 줄줄이 밝혀진 도의회 의원들의 부패 스캔들인 "도쿄도의회 검은 안개 사건"이 발생한 뒤 도의회 자진 해산으로 치러진 1965년 선거에서 일본사회당에 제1당을 빼앗긴 이후 처음 있는 일이었다. 특히 1명의 의원을 선출하는 소선거구제로 치러진 7개 선거구에서 1승 6패로 사실상 완패하였는데, 이 7개 선거구 중 1959년 이래 한번도 다른 당에 빼앗기지 않은 지요다구, 주오구, 오메시 선거구에서 모두 민주당 후보가 당선되었다. 구체적으로, 지요다구에서는 자민당 도쿄도 지역 회장을 맡으며 6기 연속 당선됐던 현직 의원이 선거 고시 일주일 전 출마를 선언한 민주당의 신인 후보에게 패하였고, 주오구에서는 7기 연속 당선됐던 현직 의원이 민주당의 신인 여성 후보에게 패했다.
공명당은 입후보한 23명 전원이 당선됐지만 자민당과 의석을 합쳐도 61석으로 과반인 64석에 못 미치게 됐다.
민주당은 선거 고시 전부터 이번 도의원 선거를 "총선거의 전초전"으로 규정했다. 선거 결과 민주당은 선거 전 34석에서 54석으로 크게 약진해 도의회 제1당을 차지했다. 특히 자민당이 수십년간 지켜온 7개의 소선거구에서 6승 1패로 압승을 거두었다.
일본공산당, 도쿄 생활자 네트워크 등 다른 정당들은 선거 전보다 의석이 줄어들었다. 특히 일본공산당은 선거 전 13석에서 8석으로 5석이 줄어드는 참패를 당해 44년만에 도쿄도의회에서 의석이 한 자리수대로 떨어졌다. 그 결과 도의회에 의안을 제출하기 위해 필요한 최소 의석(11석)을 확보하지 못했다. 사회민주당은 지난번 도의원 선거와 마찬가지로 의석을 얻지 못했다.

## 선거 후
이 선거 결과를 두고 도쿄도지사인 이시하라 신타로는 선거 다음날의 회견에서 "중의원 선거를 앞두고 스모(패배)를 당했다. 대단히 귀찮은 결과" 라고 말했다.
선거 후 자유민주당에서는 당 총재이자 내각총리대신인 아소 다로의 퇴진을 요구하는 목소리가 높아졌고, 이에 아소 다로는 자신에 대한 퇴진 요구를 잠재우기 위해 선거 다음날인 7월 13일 오후에 기자회견을 통해 "7월 21일에 중의원을 해산해 8월 30일에 총선거를 실시한다"라며 중의원 해산을 선언하였고, 당 총재직 사퇴 요구는 일축하였다. 아울러 민주당 등 야당들은 이번 도의원 선거 결과를 기회로 삼아 중의원에는 내각 불신임 결의안을, 참의원에는 총리 문책 결의안을 제출하였으며, 이후 불신임 결의는 중의원(자민당이 제1당)에서 부결, 총리 문책 결의안은 참의원(민주당이 제1당)에서 가결되었다.
한편, 자민당 도쿄도 지역 회장 이시하라 노부테루는 도의원 선거 자민당 참패에 따라 회장직 사퇴 의사를 표명했으나 후임이 결정되지 않아 결국 이시하라를 비롯해 도쿄도 지역당 집행부 전원이 연임됐다.
또한 참패를 당한 일본공산당은 7월 16일에 시이 가즈오 위원장이 기자회견을 통해 민주당에 대한 입장을 "비판 일변도"에서 "서로 일치하는 정책에 대해서는 협력하는 '건설적 야당'으로 전환한다"라는 기본 방침을 발표했다.